# مصر في كأس العالم 1990
هذا المقال عن مشاركة منتخب مصر لكرة القدم في كأس العالم لكرة القدم 1990 التي نظمت في إيطاليا ما بين 8 يونيو و8 يوليو 1990.

## التشكيلة
هذه قائمة اللاعبين الـ 23 المشاركون في مونديال 1990:
الناخب: محمود الجوهري

| رقم. | المركز. | اسم اللاعب                     | تاريخ الميلاد (العمر)     | لعب | النادي               |
| ---- | ------- | ------------------------------ | ------------------------- | --- | -------------------- |
| 1    | حارس    | أحمد شوبير                     | 28 سبتمبر 1960 (العمر 29) | --  | النادي الأهلي        |
| 2    | مدافع   | إبراهيم حسن                    | 10 أغسطس 1966 (العمر 23)  | --  | النادي الأهلي        |
| 3    | مدافع   | ربيع ياسين                     | 7 سبتمبر 1960 (العمر 29)  | --  | النادي الأهلي        |
| 4    | مدافع   | هاني رمزي (لاعب)               | 10 مارس 1969 (العمر 21)   | --  | النادي الأهلي        |
| 5    | مدافع   | هشام يكن                       | 10 أغسطس 1962 (العمر 27)  | --  | الزمالك              |
| 6    | مدافع   | أشرف قاسم                      | 25 يوليو 1966 (العمر 23)  | --  | الزمالك              |
| 7    | مهاجم   | إسماعيل يوسف                   | 28 يونيو 1964 (العمر 25)  | --  | الزمالك              |
| 8    | وسط     | مجدي عبد الغني                 | 27 يوليو 1959 (العمر 30)  | --  | Beira-Mar            |
| 9    | مهاجم   | حسام حسن                       | 10 أغسطس 1966 (العمر 23)  | --  | النادي الأهلي        |
| 10   | وسط     | جمال عبد الحميد (c)            | 24 نوفمبر 1957 (العمر 32) | --  | الزمالك              |
| 11   | مهاجم   | طارق سليمان                    | 24 يناير 1962 (العمر 28)  | --  | نادي المصري          |
| 12   | وسط     | طاهر أبو زيد                   | 10 أبريل 1962 (العمر 28)  | --  | النادي الأهلي        |
| 13   | مدافع   | أحمد رمزي (لاعب كرة قدم)       | 25 أكتوبر 1965 (العمر 24) | --  | الزمالك              |
| 14   | وسط     | علاء ميهوب                     | 19 يناير 1963 (العمر 27)  | --  | النادي الأهلي        |
| 15   | وسط     | صابر عيد                       | 1 مايو 1959 (العمر 31)    | --  | نادي غزل المحلة      |
| 16   | وسط     | مجدي طلبة                      | 24 فبراير 1964 (العمر 26) | --  | باوك                 |
| 17   | مهاجم   | أيمن شوقي                      | 9 ديسمبر 1962 (العمر 27)  | --  | النادي الأهلي        |
| 18   | وسط     | أسامة عرابي                    | 22 يناير 1962 (العمر 28)  | --  | النادي الأهلي        |
| 19   | مهاجم   | عادل عبد الرحمن (لاعب كرة قدم) | 11 ديسمبر 1967 (العمر 22) | --  | النادي الأهلي        |
| 20   | وسط     | أحمد الكاس                     | 8 يوليو 1965 (العمر 24)   | --  | الأوليمبي الاسكندرية |
| 21   | حارس    | أيمن طاهر                      | 7 يناير 1966 (العمر 24)   | --  | الزمالك              |
| 22   | حارس    | ثابت البطل                     | 16 سبتمبر 1953 (العمر 36) | --  | النادي الأهلي        |

## التصفيات
شارك منتخب مصر في تصفيات القارة الأفريقية.

### الدور الأول
لم يشارك المنتخب في هذا الدور وانتقل مباشرة للدور الثاني.

### الدور الثاني

#### المجموعة الثانية
6 يناير 1989 في القاهرة (مصر) :  مصر 2 - 0  ليبيريا
21 يناير 1989 في ليلونغوي (مالاوي) :  مالاوي 1 - 1  مصر
10 يونيو 1989 في نيروبي (كينيا) :  كينيا 0 - 0  مصر
25 يونيو 1989 في مونروفيا (ليبيريا) :  ليبيريا 1 - 0  مصر
11 أغسطس 1989 في القاهرة (مصر) :  مصر 1 - 0  مالاوي
26 أغسطس 1989 في القاهرة (مصر) :  مصر 2 - 0  كينيا
| ترتيب | المنتخب | نقاط | لعب | فاز | تعادل | خسر | سجل | سجل عليه | فرق |
| ----- | ------- | ---- | --- | --- | ----- | --- | --- | -------- | --- |
| 1     | مصر     | 8    | 6   | 3   | 2     | 1   | 6   | 2        | 4   |
| 2     | ليبيريا | 6    | 6   | 2   | 2     | 2   | 2   | 3        | -1  |
| 3     | مالاوي  | 5    | 6   | 1   | 3     | 2   | 3   | 4        | -1  |
| 4     | كينيا   | 5    | 6   | 1   | 3     | 2   | 2   | 4        | -2  |

صعدت مصر للدور النهائي

### الدور النهائي
8 أكتوبر 1989 في قسنطينة (الجزائر) :  الجزائر 0 - 0  مصر
17 نوفمبر 1989 في القاهرة، مصر :  مصر 1 - 0  الجزائر
تأهل منتخب مصر لنهائيات كأس العالم 1990.

## المنافسة

### الدور الأول
| م | الفريق          | لعب | ف | ت | خ | أ.له | أ.ع | أ.ف | نقاط | التأهل                      |
| - | --------------- | --- | - | - | - | ---- | --- | --- | ---- | --------------------------- |
| 1 | إنجلترا         | 3   | 1 | 2 | 0 | 2    | 1   | +1  | 4    | تقدم إلى مرحلة خروج المغلوب |
| 2 | جمهورية أيرلندا | 3   | 0 | 3 | 0 | 2    | 2   | 0   | 3    | تقدم إلى مرحلة خروج المغلوب |
| 3 | هولندا          | 3   | 0 | 3 | 0 | 2    | 2   | 0   | 3    | تقدم إلى مرحلة خروج المغلوب |
| 4 | مصر             | 3   | 0 | 2 | 1 | 1    | 2   | −1  | 2    |                             |

1. 1 2  انهى جمهورية أيرلندا وهولندا دور المجموعات بنتائج متطابقة مع ضمان تقدم كلا الفريقين، تم تقسيمهما عن طريق القرعة لتحديد المركزين الثاني والثالث.

#### هولندا - مصر
جرت مباراة منتخب مصر الأولى في 12 يونيو 1990، وسط حضور جماهيري بلغ 33,288 متفرج غص بهم ملعب رينزو باربيرا، باليرمو. انطلقت المباراة التي جمعته بـمنتخب هولندا على الساعة 21:00 تحت إدارة الحكم إميليو سوريانو الادرين (الاتحاد الملكي الإسباني لكرة القدم). وانتهت بـ تعادل مصر أمام منتخب هولندا بنتيجة 1-1.
| هولندا       | 1–1   | مصر                       |
| ------------ | ----- | ------------------------- |
| ويم كيفت 58' | تقرير | مجدي عبد الغني 83' (ض.ج.) |

#### أيرلندا - مصر
في مقابلته الثانية في 17 يونيو 1990، تعادل منتخب مصر أمام منتخب أيرلندا بنتيجة 0-0. انطلقت المباراة، التي حضرها جمهور قدر بـ 33,288 متفرج، على الساعة 17:00
بملعب ملعب رينزو باربيرا، باليرمو وتحت إدارة الحكم مارسيل فان لنجنهوف (الاتحاد الملكي البلجيكي لكرة القدم).

| جمهورية أيرلندا | 0–0   | مصر |
| --------------- | ----- | --- |
|                 | تقرير |     |

#### إنجلترا - مصر
لعب منتخب مصر مباراته الثالثة أمام منتخب إنجلترا في ملعب سانت إليا، كالياري بتاريخ 21 يونيو 1990. بدأت المقابلة على الساعة 21:00 يديرها الحكم كورت روثلسبيرغر (اتحاد سويسرا لكرة القدم) وتحت أنظار 34,959 متفرج حضروا لمتابعة اللقاء من على مدرجات الملعب. ليخرج منتخب مصر خاسرا بنتيجة 0-1.

| إنجلترا       | 1–0   | مصر |
| ------------- | ----- | --- |
| مارك رايت 58' | تقرير |     |

### مقالات ذات صلة
- منتخب مصر لكرة القدم
- كأس العالم لكرة القدم 1990